# Wereldkampioenschappen schaatsen junioren 2008
De wereldkampioenschappen schaatsen junioren 2008 werden van 22 tot 24 februari 2008 gereden op de provinciale ijsbaan van Jilin te Changchun (China). Het was de 37e editie van het WK voor junioren en werd zowel voor jongens als voor meisjes georganiseerd. Alle allround titels gingen naar Nederland: Marrit Leenstra won bij de meisjes en Jan Blokhuijsen bij de jongens. En ook de ploegenachtervolging werd zowel bij de meisjes als de jongens gewonnen door het Nederlandse team.
| Programma                                                                 | Programma                                                                   | Programma                                                 |
| vrijdag 22 februari                                                       | zaterdag 23 februari                                                        | zondag 24 februari                                        |
| ------------------------------------------------------------------------- | --------------------------------------------------------------------------- | --------------------------------------------------------- |
| 500 meter meisjes 500 meter jongens 1500 meter meisjes 3000 meter jongens | 1000 meter meisjes 1500 meter jongens 3000 meter meisjes 5000 meter jongens | Ploegenachtervolging meisjes Ploegenachtervolging jongens |

## Dag 1

### 500 meter meisjes
| Rang   | Schaatsster           | Land             | Tijd  |
| ------ | --------------------- | ---------------- | ----- |
| Goud   | Zhang Lu              | China            | 39,05 |
| Zilver | Marrit Leenstra       | Nederland        | 40,33 |
| Brons  | Park Seung-ju         | Zuid-Korea       | 40,44 |
| 4      | Li Haiyang            | China            | 40,73 |
| 5      | Mio Kuriowa           | Japan            | 40,88 |
| 6      | Olga Fatkulina        | Rusland          | 40,92 |
| 7      | Heather Richardson    | Verenigde Staten | 41,02 |
| 8      | Justine l'Heureux     | Canada           | 41,03 |
| 9      | Katarzyna Woźniak     | Polen            | 41,23 |
| 10     | Jorieke van der Geest | Nederland        | 41,27 |

Volledige uitslag 500 meter meisjes te vinden op isuresults.eu.

### 500 meter jongens
| Rang   | Schaatsster      | Land             | Tijd  |
| ------ | ---------------- | ---------------- | ----- |
| Goud   | Philippe Riopel  | Canada           | 36,79 |
| Zilver | Roman Krech      | Kazachstan       | 37,07 |
| Brons  | Trevor Marsicano | Verenigde Staten | 37,17 |
| 4      | Jan Blokhuijsen  | Nederland        | 37,24 |
| 5      | Brian Hansen     | Verenigde Staten | 37,34 |
| 6      | Koen Verweij     | Nederland        | 37,35 |
| 7      | Berden de Vries  | Nederland        | 37,42 |
| 8      | Sun Longjiang    | China            | 37,43 |
| 9      | Masaki Nitta     | Japan            | 37,48 |
| 10     | Jonathan Kuck    | Verenigde Staten | 37,50 |

Volledige uitslag 500 meter jongens te vinden op isuresults.eu.

### 1500 meter meisjes
| Rang   | Schaatsster           | Land             | Tijd    |
| ------ | --------------------- | ---------------- | ------- |
| Goud   | Marrit Leenstra       | Nederland        | 2.02,24 |
| Zilver | Justine l'Heureux     | Canada           | 2.04,92 |
| Brons  | Roxanne van Hemert    | Nederland        | 2.05,90 |
| 4      | Jorieke van der Geest | Nederland        | 2.05,91 |
| 5      | Nicole Garrido        | Canada           | 2.06,23 |
| 6      | Park Do-yeong         | Zuid-Korea       | 2.06,76 |
| 6      | Katarzyna Woźniak     | Polen            | 2.06,76 |
| 8      | Mia Manganello        | Verenigde Staten | 2.06,77 |
| 9      | Park Seung-ju         | Zuid-Korea       | 2.06,83 |
| 10     | Natalia Czerwonka     | Polen            | 2.07,38 |

Volledige uitslag 1500 meter meisjes te vinden op isuresults.eu.

### 3000 meter jongens
| Rang   | Schaatsster      | Land             | Tijd    |
| ------ | ---------------- | ---------------- | ------- |
| Goud   | Jan Blokhuijsen  | Nederland        | 3.50,37 |
| Zilver | Koen Verweij     | Nederland        | 3.51,19 |
| Brons  | Berden de Vries  | Nederland        | 3.51,87 |
| 4      | Jordan Belchos   | Canada           | 3.54,55 |
| 5      | Trevor Marsicano | Verenigde Staten | 3.54,71 |
| 6      | Song Xingyu      | China            | 3.56,04 |
| 7      | Marco Cignini    | Italië           | 3.57,14 |
| 8      | Philippe Riopel  | Canada           | 3.57,37 |
| 9      | Norimasa Zaike   | Japan            | 3.57,38 |
| 10     | Brian Hansen     | Verenigde Staten | 3.57,63 |

Volledige uitslag 3000 meter jongens te vinden op isuresults.eu.

## Dag 2

### 1000 meter meisjes
| Rang   | Schaatsster           | Land             | Tijd    |
| ------ | --------------------- | ---------------- | ------- |
| Goud   | Marrit Leenstra       | Nederland        | 1.18,97 |
| Zilver | Zhang Lu              | China            | 1.21,12 |
| Brons  | Olga Fatkulina        | Rusland          | 1.21,35 |
| 4      | Roxanne van Hemert    | Nederland        | 1.21,39 |
| 5      | Justine l'Heureux     | Canada           | 1.21,40 |
| 6      | Heather Richardson    | Verenigde Staten | 1.21,51 |
| 7      | Park Seung-ju         | Zuid-Korea       | 1.21,53 |
| 8      | Jorieke van der Geest | Nederland        | 1.21,87 |
| 9      | Mia Manganello        | Verenigde Staten | 1.21,98 |
| 10     | Fu Chunyan            | China            | 1.22,10 |

Volledige uitslag 1000 meter meisjes te vinden op isuresults.eu.

### 1500 meter jongens
| Rang  | Schaatsster       | Land             | Tijd    |
| ----- | ----------------- | ---------------- | ------- |
| Goud  | Berden de Vries   | Nederland        | 1.50,98 |
| Goud  | Jan Blokhuijsen   | Nederland        | 1.50,98 |
| Brons | Koen Verweij      | Nederland        | 1.51,24 |
| 4     | Trevor Marsicano  | Verenigde Staten | 1.51,35 |
| 5     | Brian Hansen      | Verenigde Staten | 1.52,34 |
| 6     | Song Xingyu       | China            | 1.52,56 |
| 7     | Jonathan Kuck     | Verenigde Staten | 1.52,83 |
| 8     | Marco Cignini     | Italië           | 1.52,96 |
| 9     | Christian Pichler | Oostenrijk       | 1.53,29 |
| 10    | Roman Krech       | Kazachstan       | 1.54,09 |

Volledige uitslag 1500 meter jongens te vinden op isuresults.eu.

### 3000 meter meisjes
| Rang   | Schaatsster           | Land             | Tijd    |
| ------ | --------------------- | ---------------- | ------- |
| Goud   | Marrit Leenstra       | Nederland        | 4.21,15 |
| Zilver | Park Do-yeong         | Zuid-Korea       | 4.21,70 |
| Brons  | Nicole Garrido        | Canada           | 4.22,50 |
| 4      | Andrea Jirků          | Tsjechië         | 4.22,98 |
| 5      | Fu Chunyan            | Zwitserland      | 4.25,47 |
| 6      | Jorieke van der Geest | Nederland        | 4.26,25 |
| 7      | Mia Manganello        | Verenigde Staten | 4.26,56 |
| 8      | Justine l'Heureux     | Canada           | 4.26,87 |
| 9      | Katarzyna Woźniak     | Polen            | 4.28,10 |
| 10     | Roxanne van Hemert    | Nederland        | 4.28,43 |

Volledige uitslag 3000 meter meisjes te vinden op isuresults.eu.

### 5000 meter jongens
| Rang   | Schaatsster      | Land             | Tijd    |
| ------ | ---------------- | ---------------- | ------- |
| Goud   | Koen Verweij     | Nederland        | 6.38,90 |
| Zilver | Jan Blokhuijsen  | Nederland        | 6.40,18 |
| Brons  | Berden de Vries  | Nederland        | 6.43,70 |
| 4      | Jordan Belchos   | Canada           | 6.44,64 |
| 5      | Norimasa Zaike   | Japan            | 6.45,93 |
| 6      | Song Xingyu      | China            | 6.46,77 |
| 7      | Hong Seon-kon    | Zuid-Korea       | 6.48,54 |
| 8      | Trevor Marsicano | Verenigde Staten | 6.49,52 |
| 9      | Brian Hansen     | Verenigde Staten | 6.49,93 |
| 10     | Daniele Berlanda | Italië           | 6.54,99 |

Volledige uitslag 5000 meter jongens te vinden op isuresults.eu.

## Eindklassement meisjes
| Rang   | Schaatsster           | Land             | 500m   | 1500m  | 1000m | 3000m  | Punten  |
| Goud   | Marrit Leenstra       | Nederland        | Zilver | Goud   | Goud  | Goud   | 164,086 |
| Zilver | Justine l'Heureux     | Canada           | 8      | Zilver | 5     | 8      | 167,848 |
| Brons  | Jorieke van der Geest | Nederland        | 10     | 4      | 8     | 6      | 168,550 |
| 4      | Roxanne van Hemert    | Nederland        | 16     | Brons  | 4     | 10     | 168,939 |
| 5      | Nicole Garrido        | Canada           | 27     | 5      | 13    | Brons  | 169,246 |
| 6      | Park Do-yeong         | Zuid-Korea       | 22     | 6      | 16    | Zilver | 169,299 |
| 7      | Katarzyna Woźniak     | Polen            | 9      | 6      | 14    | 9      | 169,366 |
| 8      | Fu Chunyan            | China            | 11     | 13     | 10    | 5      | 169,381 |
| 9      | Mia Manganello        | Verenigde Staten | 21     | 8      | 9     | 7      | 169,632 |
| 10     | Park Seung-ju         | Zuid-Korea       | Brons  | 9      | 7     | 22     | 170,212 |

## Eindklassement jongens
| Rang   | Schaatser        | Land             | 500m  | 3000m  | 1500m | 5000m  | Punten  |
| Goud   | Jan Blokhuijsen  | Nederland        | 4     | Goud   | Goud  | Zilver | 152,646 |
| Zilver | Koen Verweij     | Nederland        | 6     | Zilver | Brons | Goud   | 152,851 |
| Brons  | Berden de Vries  | Nederland        | 7     | Brons  | Goud  | Brons  | 153,428 |
| 4      | Trevor Marsicano | Verenigde Staten | Brons | 5      | 4     | 8      | 154,356 |
| 5      | Song Xingyu      | China            | 13    | 6      | 6     | 6      | 155,287 |
| 6      | Brian Hansen     | Verenigde Staten | 5     | 10     | 5     | 9      | 155,384 |
| 7      | Philippe Riopel  | Canada           | Goud  | 8      | 11    | 15     | 156,594 |
| 8      | Jordan Belchos   | Canada           | 34    | 4      | 13    | 4      | 156,638 |
| 9      | Marco Cignini    | Italië           | 14    | 7      | 8     | 12     | 156,802 |
| 10     | Jonathan Kuck    | Verenigde Staten | 10    | 12     | 7     | 14     | 157,001 |

## Ploegenachtervolging

### Meisjes
De ploegenachtervolging voor meisjes werd over zes rondjes verreden. De twee landen met de snelste tijden streden om goud en zilver, de landen met de derde en vierde tijd streden om het brons.

#### Kwalificatie
| Rit | Team I                | Tijd        | Tijd         | Team O          |
| --- | --------------------- | ----------- | ------------ | --------------- |
| 1   | Team Duitsland        | 3.15,75 (2) | 3.31,91 (10) | Team Kazachstan |
| 2   | Team Rusland          | 3.19,47 (9) | 3.18,79 (6)  | Team Japan      |
| 3   | Team Verenigde Staten | 3.19,30 (7) | 3.17,34 (3)  | Team China      |
| 4   | Team Zuid-Korea       | 3.19,44 (8) | 3.17,89 (5)  | Team Polen      |
| 5   | Team Nederland        | 3.13,99 (1) | 3.17,66 (4)  | Team Canada     |

#### Finales
| Rit | Team I         | Tijd    | Tijd    | Team O         |
| --- | -------------- | ------- | ------- | -------------- |
| 1   | Team China     | 3.15,55 | 3.17,84 | Team Canada    |
| 2   | Team Nederland | 3.16,62 | 3.20,87 | Team Duitsland |

#### Medailles
| Medaille | Team           |
| -------- | -------------- |
| Goud     | Team Nederland |
| Zilver   | Team Duitsland |
| Brons    | Team China     |

### Jongens
De ploegenachtervolging voor jongens werd over acht rondjes verreden. De twee landen met de snelste tijden streden om goud en zilver, de landen met de derde en vierde tijd streden om het brons.

#### Kwalificatie
| Rit | Team I                | Tijd         | Tijd         | Team O         |
| --- | --------------------- | ------------ | ------------ | -------------- |
| 1   | Team Kazachstan       | 4.10,55 (12) | 4.10,14 (11) | Team Polen     |
| 2   | Team Japan            | 4.02,94 (4)  | 4.07,32 (10) | Team Rusland   |
| 3   | Team Zuid-Korea       | 4.06,65 (9)  | 4.03,98 (8)  | Team China     |
| 4   | Team Italië           | 3.59,53 (2)  | 4.03,88 (7)  | Team Tsjechië  |
| 5   | Team Verenigde Staten | 3.59,98 (3)  | 4.03,49 (6)  | Team Duitsland |
| 6   | Team Nederland        | 3.57,29 (1)  | 4.03,22 (5)  | Team Canada    |

#### Finales
| Rit | Team I                | Tijd    | Tijd    | Team O      |
| --- | --------------------- | ------- | ------- | ----------- |
| 1   | Team Verenigde Staten | 3.58,91 | 4.03,36 | Team Japan  |
| 2   | Team Nederland        | 3.54,65 | 4.05,64 | Team Italië |

#### Medailles
| Medaille | Team                  |
| -------- | --------------------- |
| Goud     | Team Nederland        |
| Zilver   | Team Italië           |
| Brons    | Team Verenigde Staten |